# Долинівсько-Покровський заказник
Долинівсько-Покровський — ландшафтний заказник місцевого значення. Об'єкт розташований на території Компаніївського району Кіровоградської області, с. Долинівка, с. Покровка.
Площа — 50 га, статус отриманий у 1995 році.